# Kakaja tjudnaja igra
Kakaja tjudnaja igra (russisk: Какая чудная игра) er en russisk spillefilm fra 1995 af Pjotr Todorovskij.

## Medvirkende
- Andrej Ilin som Felix Raevskij
- Gennadij Nazarov som Kolja Rybkin
- Denis Konstantinov som Fedja Grinevitj
- Gennadij Mitnik som Elizbar Radtjaninov
- Jelena Jakovleva som Vera Markelova